# Човешкото състояние
„Човешкото състояние“ (на японски: 人間の條件) е японска филмова поредица на режисьора Масаки Кобаяши с участието на Тацуя Накадаи в главната роля.
Базирана на шесттомния едноименен роман на Джунпей Гомикава, трилогията проследява живота на японския пацифист и социалист Каджи, който се опитва да оцелее и да остане верен на принципите си в условията на тоталитарния и потиснически свят по време на Втората световна война в Манджурия.
Поредицата се състои от три филма с обща продължителност почти 10 часа, излезли в периода 1959 – 1961 година, всеки от които е разделен на две обособени части:
- „Не по-голяма любов“ (1959)
  - Първа част: Малко след като се жени и за да не бъде мобилизиран, Каджи заминава за мина във вътрешността на Манджоу-го, където прави безуспешни опити да подобри условията на труд на работниците, сблъсквайки се с враждебността както на минната администрация, така и на самите работници.
  - Втора част: Положението на Каджи се усложнява, след като му е възложена отговорността за докарани в мината военнопленници – хуманното му отношение към тях е посрещнато с недоверие, а постоянните им опити за бягство довеждат до насилие и до уволнението на Каджи.
- „Път към вечността“ (1959)
  - Трета част: Каджи е мобилизиран в Квантунската армия и изпратен в новобрански подготвителен център, където тормоза над новобранците довежда до самоубийството на един от тях.
  - Четвърта част: На Каджи е поверено ръководството на нова група новобранци, които се опитва да защити от тормоза на старите войници, докато в края на филма зле оборудваните японски сили са почти изцяло унищожени още при първия си сблъсък със съветските сили.
- „Молитвата на един войник“ (1961)
  - Пета част: Каджи води група оцелели войници и цивилни японци, които се опитват да се придвижат на юг през окупираната от съветските войски Манджури, сблъсквайки се с тежки природни условия и с враждебността на въоръжените от руснаците местни жители.
  - Шеста част: Предал се в плен, Каджи е в съветски военнопленнически лагер, където ежедневието му отново зависи от японски военни, поставени на ръководни длъжности от руснаците.